# Daihatsu Copen
La Daihatsu Copen (contrazione di Compact e Open) è una piccola coupé-cabriolet prodotta dalla casa giapponese Daihatsu.

## Prima generazione (2002-2012)

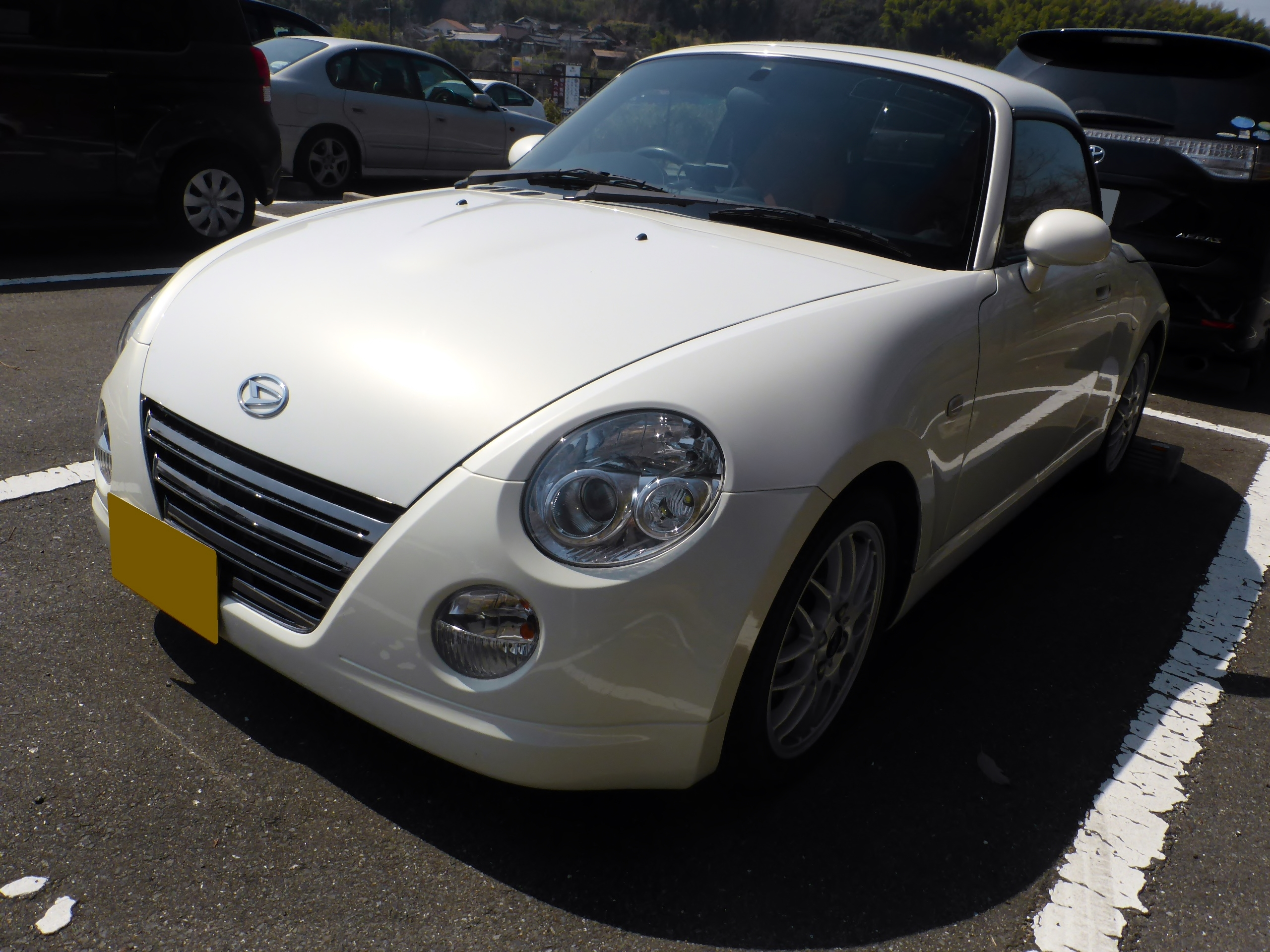
Daihatsu Copen 10th Anniversary

Presentata al salone dell'automobile di Tokyo del 2001 e commercializzata dal giugno 2002, la piccola auto rispettava le limitazioni giapponesi delle vetture Keicar, sia nelle dimensioni sia adottando propulsori di piccola cilindrata (659 cm³ è la prima convertibile utilitaria sportiva a 2 posti Daihatsu, Nei primi due anni furono prodotte oltre 20.000 vetture.
Nel 2003 iniziò a essere esportata nel Regno Unito e dal 2004 arrivò in tutta Europa inclusa l’Italia, ancora con guida a destra e motore 659 cm³ turbo. Nel maggio 2006 arrivò il modello 1.300 aspirato quattro cilindri da 87 cavalli con guida a sinistra. L'abitacolo era per 2 passeggeri, con bagagliaio ridotto, visto lo spazio necessario al ripiegamento del tetto rigido "Active Top" nella trasformazione a spider.
L'abitabilità all'interno era discreta, e i consumi contenuti grazie alla ridotta cilindrata e al peso ridotto dell'auto, assemblata in modo semi artigianale in uno stabilimento dedicato.
Dalla fine del 2010 su alcuni mercati europei non fu più disponibile e alla fine del 2012 è stato comunicato il termine della produzione con un'ultima edizione, la Copen 10th Anniversary, limitata a 500 esemplari.
Già alla fine del 2013 è stata presentata la concept car che prefigura la seconda serie dell'auto.

## Seconda generazione (dal 2014)

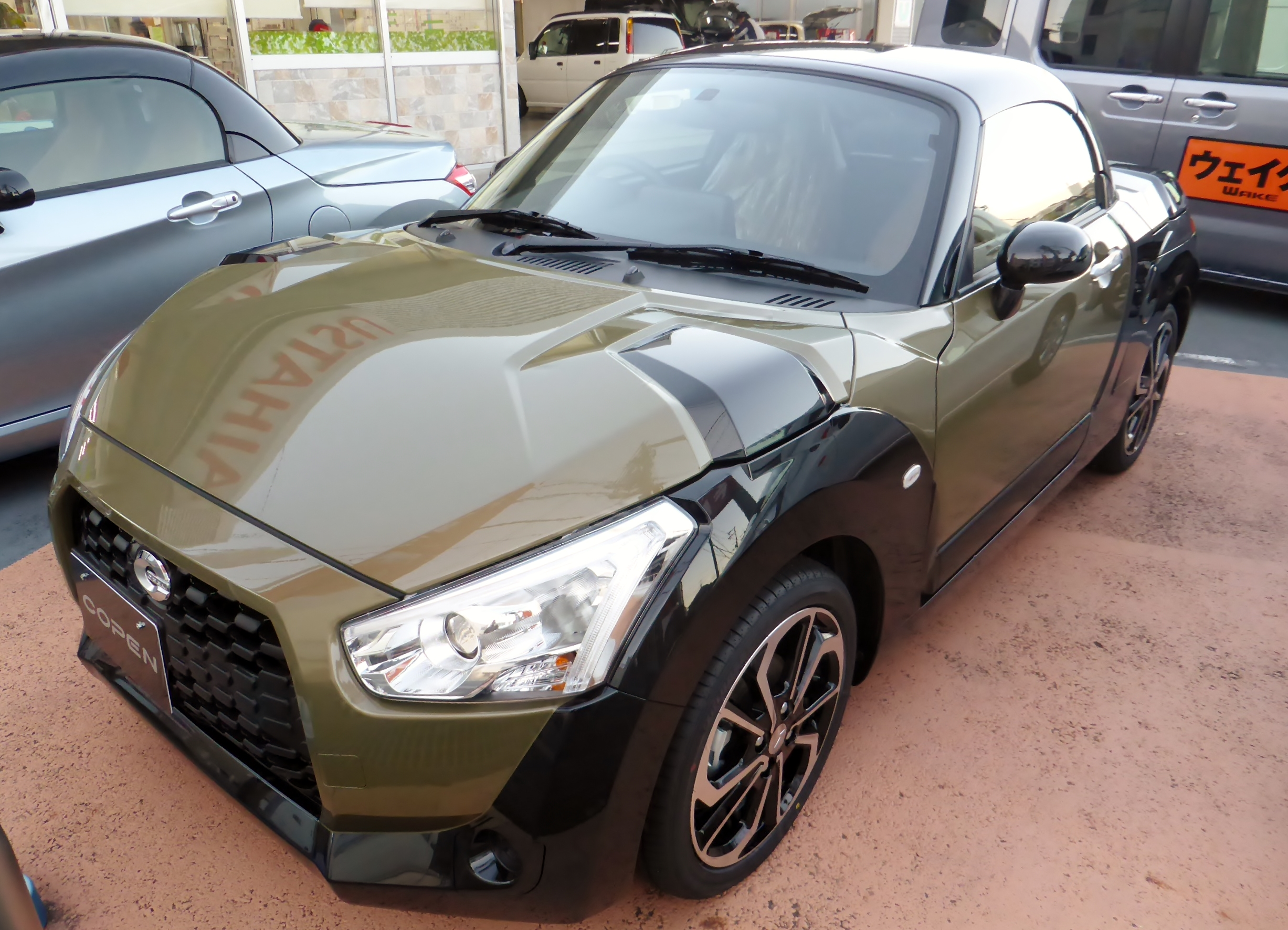
Daihatsu Copen Xplay

Dopo meno di un anno dalla sospensione della produzione Daihatsu annunciò che la Copen sarebbe stata sostituita da un nuovo modello. Al Motor Show di Tokyo 2013, Daihatsu ha presentato due concept car chiamate Kopen, con lo slogan "Future Included"; Il nome "Kopen" era una combinazione delle parole “kei” e “open” dove “kei” indica il segmento di appartenenza alle vetture keicar mentre "open" indica "vettura aperta". L'ortografia è stata modificata da "k" a "c" per mantenere continuità con il modello precedente che riscosse un buon successo commerciale. 
La presentazione della Copen di seconda generazione è avvenuta nei primi mesi del 2014 e la produzione è partita il 19 giugno 2014 nello stabilimento Daihatsu di Ikeda (Osaka).

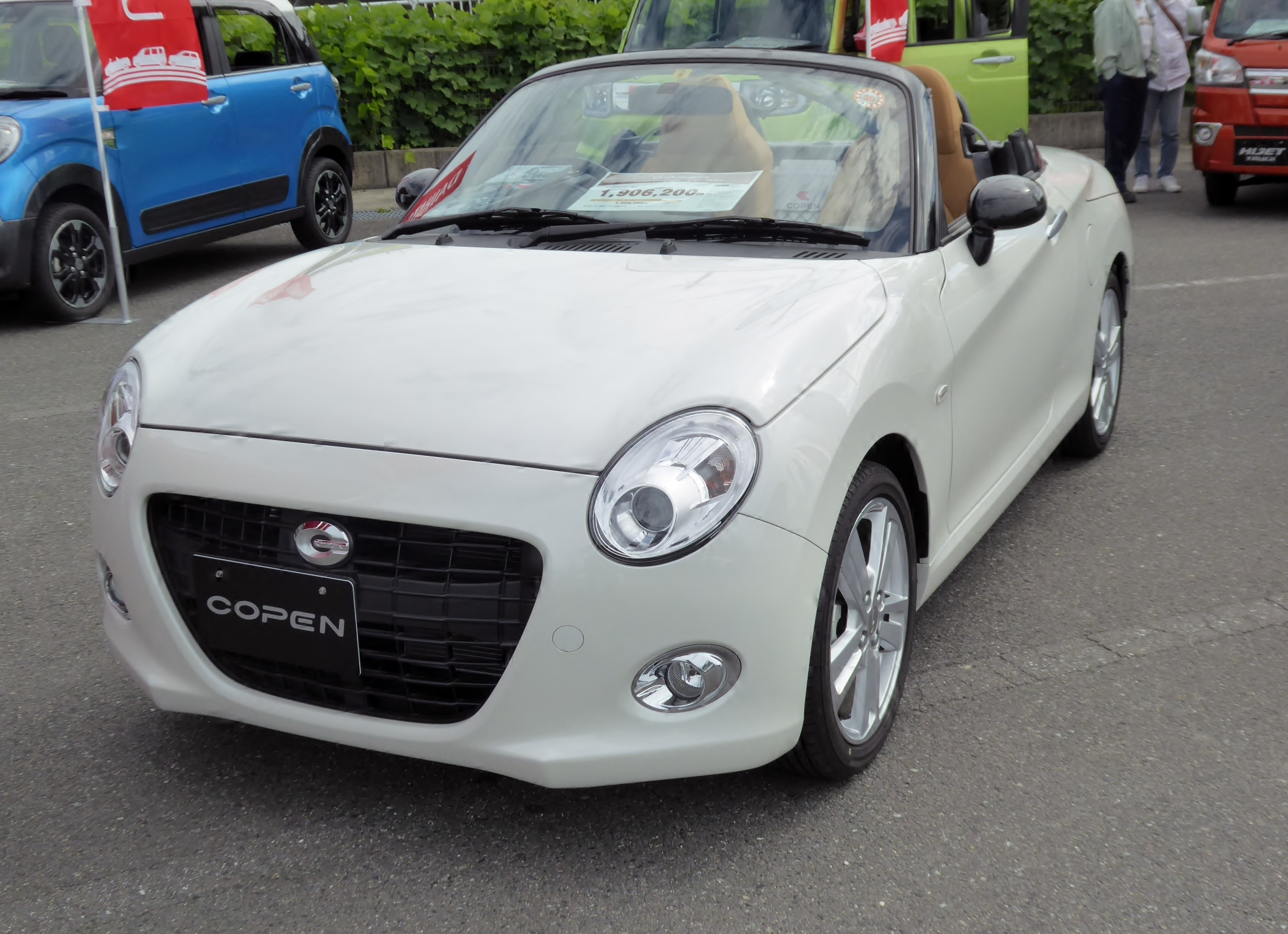
Daihatsu Copen Cero

La nuova Copen è frutto del progetto LA400, è stata disegnata da Hirofumi Wada e possiede una nuova struttura del telaio monoscocca chiamata D-Frame su cui poggiano i pannelli della carrozzeria intercambiabili. La struttura consente ai proprietari di selezionare il design degli interni e degli esterni dell'auto in base alle proprie preferenze. I pannelli della carrozzeria sono costituiti da 13 componenti in resina separati, 11 dei quali sono intercambiabili per modificare design e colori.
La Copen resta omologata come keicar e possiede una lunghezza pari a 3.395 metri con trazione anteriore e dispone anche di un nuovo sistema di sospensioni completamente riprogettate, nonché di un nuovo motore KF-DET turbo a tre cilindri da 660 cc con fasatura variabile, inedito impianto di scarico dal suono migliore e un peso ridotto. In Giappone, i modelli venduti al lancio erano la Copen Xplay dall’estetica più sportiva e la Copen Robe più elegante. Questa nuova serie viene venduta solo in Giappone e non è prevista l’esportazione verso altri paesi, tuttavia la Copen Robe è stata ufficialmente venduta in Indonesia tra il 2015 e il 2019.

Nel giugno 2015, Daihatsu ha sviluppato la Copen Cero, una nuova versione (che affianca la Xplay e le Robe) con fanali circolari e design tondeggiante ispirato alla prima generazione.

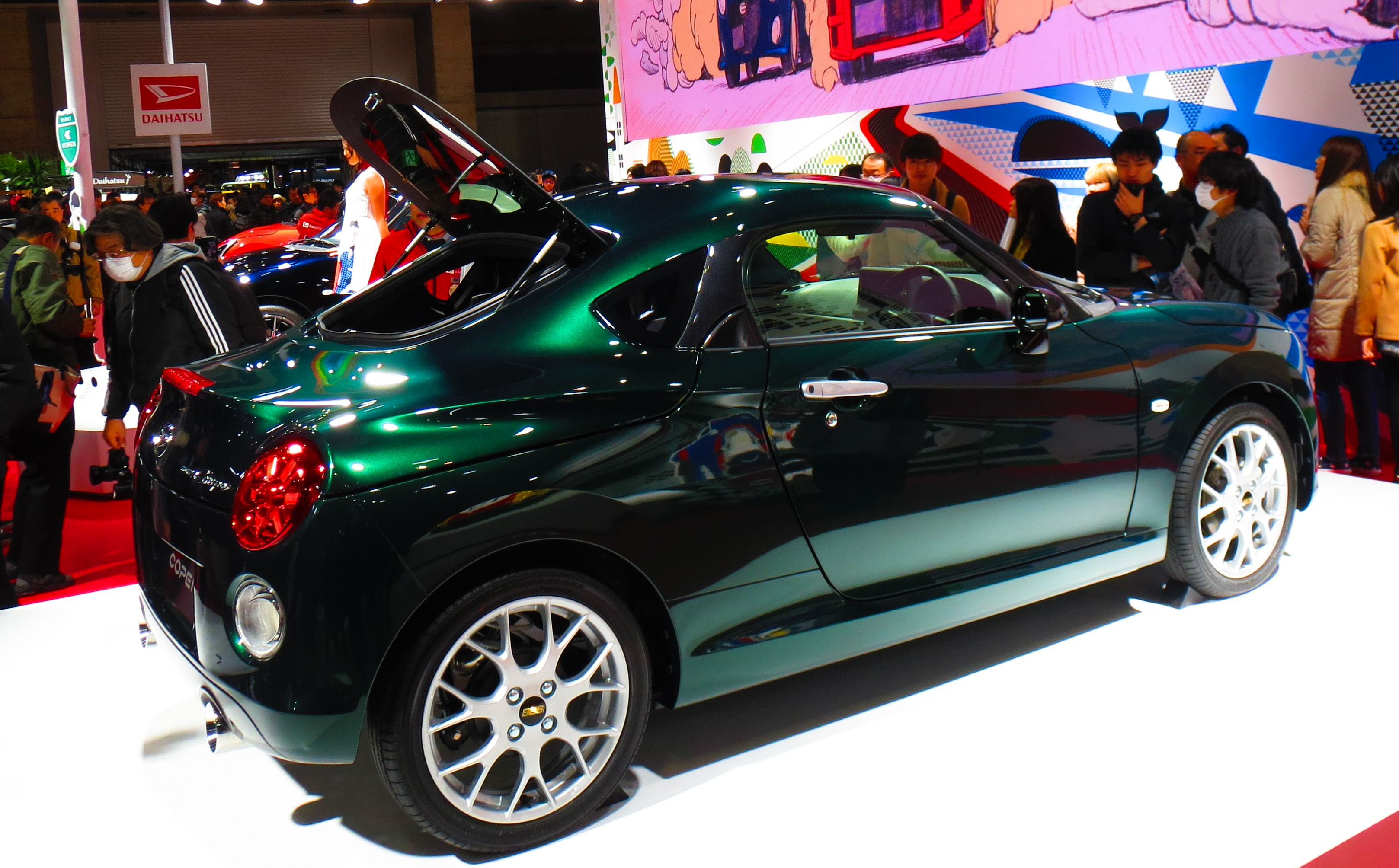
Daihatsu Copen Coupé

### Versione Coupé
Anticipata nel 2016 dall’omonimo prototipo, Al Tokyo Auto Salon 2019, Daihatsu ha presentato la Copen Coupé, una versione coupé a tetto fisso della Copen Cero. Nello specifico questa versione possiede il tetto in fibra di carbonio e optional è disponibile anche un tettuccio in vetro apribile. Il motore e le trasmissioni restano le medesime della versione cabrio. La dotazione di serie include il volante in pelle Momo, differenziale a slittamento limitato (sulla manuale), cerchi in alluminio BBS e targhetta numerica dell’esemplare sulla console centrale. Le opzioni includono lo scarico sportivo e sospensioni più rigide HKS. Daihatsu ha prodotto questa versione in tiratura limitata di 200 unità nell'aprile 2019 in coincidenza con il quinto anniversario della Copen di seconda generazione.

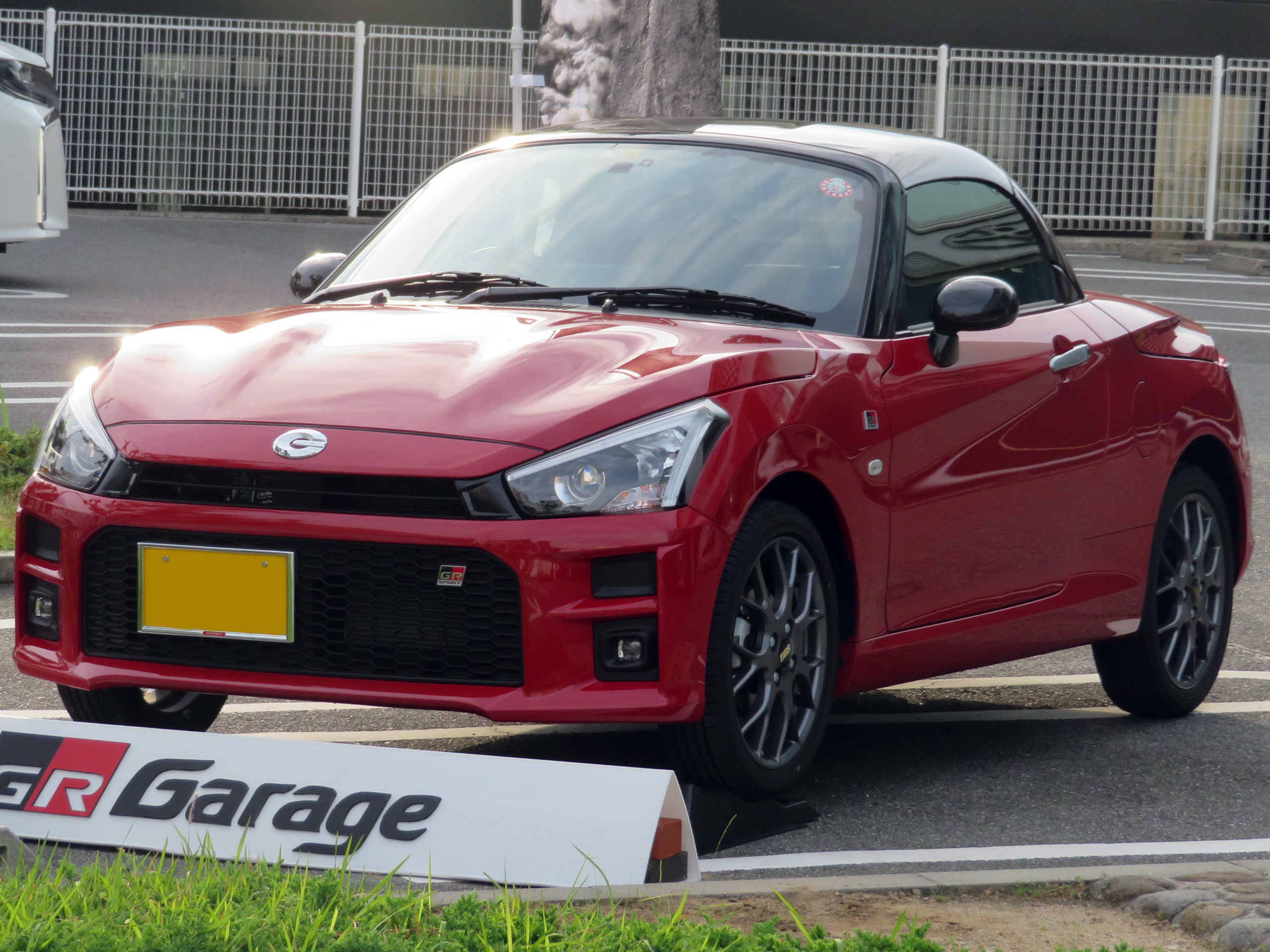
Toyota Copen GR Sport

### Copen GR Sport
La Copen GR Sport è stata sviluppata dalla divisione Gazoo Racing del gruppo Toyota (cui Daihatsu fa parte) ed è stata messa in vendita in Giappone il 15 ottobre 2019. La commercializzazione avviene sia nelle reti di concessionarie Daihatsu che dalla Toyota (come Toyota Copen GR Sport). Questa variante possiede una estetica specifica con il frontale e la coda ridisegnati e presentano il classico family feeling degli altri modelli Gazoo Racing con mascherina rimpicciolita e una maxi presa d’aria frontale con estrattori aerodinamici laterali, fanali anteriori e posteriori a LED, minigonne frontali, laterali e posteriori. La vettura non possiede ne il logo Daihatsu ne quello Toyota ma utilizza un logo Copen specifico a forma ovale con la lettera 'C'. La Copen GR Sport inoltre ha di serie cerchi in lega BBS, volante Momo, sedili Recaro, strumentazione con logo GR, nuovo impianto multimediale touchscreen stile tablet e sospensioni specifiche e più rigide con assetto sportivo. Il motore resta il 660 turbo limitato a 64 cavalli con cambio manuale a cinque rapporti o automatico CVT a sette rapporti con paddle al volante.